# Jaçanã-malgaxe
A jaçanã-malgaxe ou jaçanã-de-madagáscar (Actophilornis albinucha) é uma espécie de ave caradriforme da família Jacanidae, é uma das duas espécies existentes do gênero Actophilornis, a outra sendo a jaçanã-africana. É endêmica de Madagáscar, onde pode ser encontrada em lagos, lagoas e pântanos que hajam vegetação aquática suficiente. Subespécies não são reconhecidas.